# Лиственница Комарова
Ли́ственница Комаро́ва (лат. Larix komarovii) — вид лиственницы, произрастающей на части ареала лиственницы ольгинской главным образом в Дальнегорском, Кавалеровском и Тернейском районах Приморья.
По сравнению с лиственницей ольгинской более слабая опушенность годичных побегов и полное отсутствие волосков на семенных чешуях шишек. Это позволило Б. П. Колесникову выделить отдельный вид — лиственницу Комарова.
Ряд исследователей опровергает правомерность выделения этого вида. Н. В. Дылис определяет образцы этой лиственницы как лиственница ольгинская вариация Комарова (L. olgensis var. komarovii Kolesn.).
По мнению Е. Г. Боброва, лиственница Комарова является одним из гибридов лиственницы ольгинской с гибридами лиственницы Гмелина и камчатской лиственницы.

## Экология
По данным Любови Васильевой и Леонида Любарского древесина поражается трутовиком окаймлённым (Fomitopsis pinicola).